# 榮進代表
榮進代表（日語：エイシンデピュティ），是日本純種競賽馬匹。生涯活躍於中距離賽事，曾於2008年勝出寶塚紀念。

## 出賽前
2002年4月9日出生於北海道浦河町榮進牧場，所有權歸於牧場負責人平井豐光旗下。
其後交由栗東訓練中心練馬師野元昭訓練。

## 競賽生涯

### 3歲
2005年出戰4月24日出戰京都競馬場3歲未勝利戰，於其中僅獲得第四。
其後出戰另一場3歲未勝利戰取得季軍後，終於在第三場3歲未勝利戰取得首勝。
贏得首勝後於年間出戰3歲以上500萬獎以下條件戰及有田特別，軍於其中取得亞軍。

### 4歲
2006年繼續於條件戰級別的賽事打滾，於其中勝出4歲以上500萬以下條件戰、播磨特別及寶池特別三場賽事取得冠軍。

### 5歲
2007年年初出戰早春錦標及浪花錦標，但於兩場賽事均未能獲勝。
3月25日出戰心齋橋錦標，於其中採取先行戰術下於直路成功衝出，取得勝利下得以晉級公開組。
4月21日出戰公開賽澳洲盃，本次比賽採取領放戰術下成功一放到底，最終拉開後方馬匹3/4馬位達成連勝。
其後出戰葉森盃，比賽初段繼續採取先行戰術於約莫第六的位置推進，通過第二彎道後逐步加速進佔前方位置。進入直路後，其開始發力衝刺並於直路中段取得領先，及後繼續保持速度下成功抵擋後方Bright Tomorrow的追擊，以三連勝姿態取得首個分級賽冠軍。
入秋後其以每日王冠作爲起動戰，然而比賽途中不斷墮後，進入直路後亦未能重新加速衝出，最終僅獲得第八。
10月28日出戰秋季天皇賞，採取先行戰術下於直路乏力失速以第八名衝線，但於賽後審議時賽會認爲其於直路的外閃行爲構成妨礙，最終將其貶至第十四。
12月8日出戰鳴尾紀念，狀態回勇之下僅以鼻位差距敗於高級玩意取得第二。

### 6歲
2008年以京都金盃作爲首戰，狀態良好之下成功於直路率先衝出，繼續保持速度到下切斷了後上馬喜氣滿盈及Kanetoshitsuyoshio超越的機會，最終以頸位贏對手取得第二個分級賽冠軍。
2月2日出戰東京新聞盃，然而於其中未能保持速度，於直路上不斷被對手超越下僅以第七完賽。
其後出戰產經大阪盃，採取先行戰術下一直保持良好的節奏，雖然於直路上一直未能迫近前方領放的大和赤驥，但仍然可以憑借優秀的加速力擊敗淺草皇帝及名將森遜等強敵取得第二。
5月31日出戰金鯱賞，比賽途中以領放姿態帶領馬群一直行進，進入直路後繼續保持衝刺力度加速，最終成功力壓處於前方位置的Manhattan Sky及川上公主，以1 1/2馬位優勢取得勝利。
6月29日乘勢出戰寶塚紀念，賽前獲得第五人氣。比賽開始後，其隨即搶佔位置展開領放，第二人氣的Roc de Cambes於第二的位置緊追，而第一人氣的名將森遜則於中團靠後位置追走。進入直路後，其仍然可以保持速度衝刺，加上比賽初段領放所累積的優勢之加乘下，其得以抵擋後方名將森遜的追擊，最終以頭位擊敗對手取得首個一級賽冠軍。
入秋後其原定以秋季天皇賞作爲目標，但於9月24日的訓練後被發現右前腳球節疼痛以避戰。
其後由於症狀輕微且恢復狀態良好，陣營因而將目標改爲年末的有馬紀念，然而於12月24日訓練期間右前腳再度出現問題，確認爲韌帶炎後最終放棄比賽並進入長期休養。

### 7歲
經歷長達1年3個月的休養，其於2009年9月27日的產經賞復出，然而採取先行戰術下於即直路失速，最終以第十四大敗。
其後出戰秋季天皇賞，比賽初段以領放姿態帶領馬群，可惜於直路上再度失速，最終僅獲得第九。
11月29日出戰日本盃，其一直處於第三的位置推進，進入直路後亦表現出不俗的速度，可惜仍然無法作出任何突破，最終以第六完賽。
日本盃賽後其被發現右前腳的韌帶炎復發，陣營考慮其狀態後決定安排其退役，並於12月10日取消日本中央競馬會的賽駒註冊。

### 詳細賽績
| 日期       | 舉辦國家 | 馬場 | 距離   | 級別 | 賽事名稱         | 負重 | 騎師     | 馬號 | 出馬 | 名次 | 時間   | 頭馬（二馬）        |
| ---------- | -------- | ---- | ------ | ---- | ---------------- | ---- | -------- | ---- | ---- | ---- | ------ | ------------------- |
| 24/4/2005  | 日本     | 京都 | 泥1200 |      | 3歲未勝利        | 56   | 野元昭嘉 | 13   | 16   | 4    | 1:14.0 | Admire Ichi         |
| 7/5/2005   | 日本     | 新潟 | 泥1200 |      | 3歲未勝利        | 56   | 野元昭嘉 | 15   | 15   | 3    | 1:13.1 | Armament            |
| 28/5/2005  | 日本     | 中京 | 泥1000 |      | 3歲未勝利        | 56   | 安藤勝己 | 9    | 16   | 1    | 0:59.7 | （I T Palace）      |
| 18/6/2005  | 日本     | 阪神 | 泥1400 |      | 3歲500萬獎金以下 | 54   | 田中學   | 8    | 16   | 5    | 1:25.4 | Mikki Shaman        |
| 17/7/2005  | 日本     | 小倉 | 草1200 |      | 有田特別         | 54   | 安藤勝己 | 1    | 17   | 10   | 1:09.0 | Omega Spirit        |
| 15/1/2006  | 日本     | 京都 | 泥1400 |      | 4歲500萬獎金以下 | 56   | 安藤勝己 | 8    | 15   | 1    | 1:24.0 | （Hokko Launcher）  |
| 18/2/2006  | 日本     | 京都 | 草1400 |      | 宇治川特別       | 57   | 安藤勝己 | 2    | 13   | 4    | 1:23.4 | Michael Barows      |
| 12/3/2006  | 日本     | 阪神 | 草1400 |      | 須磨特別         | 57   | 安藤勝己 | 11   | 15   | 3    | 1:22.8 | Firenze             |
| 2/4/2006   | 日本     | 阪神 | 草1400 |      | 播磨特別         | 56   | 安藤勝己 | 11   | 14   | 1    | 1:25.5 | （Retentir）        |
| 29/4/2006  | 日本     | 京都 | 草1400 |      | 洛陽錦標         | 57   | 小牧太   | 15   | 15   | 3    | 1:20.5 | Agnes Raspberry     |
| 21/5/2006  | 日本     | 東京 | 草1400 |      | 高速公路錦標     | 57   | 安藤勝己 | 4    | 18   | 6    | 1:22.3 | Daiwa Memphis       |
| 4/11/2006  | 日本     | 京都 | 草1600 |      | 寶池特別         | 57   | 安藤勝己 | 4    | 10   | 1    | 1:33.2 | （Taiki Madeleine） |
| 2/12/2006  | 日本     | 阪神 | 草1600 |      | 金馬鞭盃         | 58   | 白德民   | 13   | 14   | 5    | 1:34.3 | 榮進特快            |
| 24/12/2006 | 日本     | 阪神 | 草1400 |      | 聖誕老人錦標     | 57   | 小牧太   | 4    | 18   | 2    | 1:20.3 | Saikyo World        |
| 28/1/2007  | 日本     | 東京 | 草1800 |      | 早春錦標         | 57   | 福永祐一 | 6    | 16   | 3    | 1:46.4 | Agnes Ark           |
| 25/2/2007  | 日本     | 阪神 | 泥1400 |      | 浪花錦標         | 57   | 安藤勝己 | 9    | 16   | 7    | 1:24.9 | Toshi the Hennessy  |
| 25/3/2007  | 日本     | 阪神 | 草1400 |      | 心齋橋錦標       | 57   | 岩田康誠 | 18   | 18   | 1    | 1:21.6 | （東商勇者）        |
| 21/4/2007  | 日本     | 京都 | 草1800 | OP   | 澳洲盃           | 56   | 岩田康誠 | 4    | 12   | 1    | 1:46.2 | （Black Tide）      |
| 10/6/2007  | 日本     | 東京 | 草1800 | GIII | 葉森盃           | 56   | 田中勝春 | 2    | 18   | 1    | 1:48.3 | （Bright Tomorrow） |
| 7/10/2007  | 日本     | 東京 | 草1800 | GII  | 每日王冠         | 57   | 田中勝春 | 6    | 14   | 8    | 1:44.9 | 長山駿馬            |
| 28/10/2007 | 日本     | 東京 | 草2000 | GI   | 秋季天皇賞       | 58   | 柴山雄一 | 2    | 16   | 14   | 1:59.2 | 名將森遜            |
| 8/12/2007  | 日本     | 阪神 | 草1800 | GIII | 鳴尾紀念         | 57   | 岩田康誠 | 3    | 16   | 2    | 1:47.5 | 高級玩意            |
| 5/1/2008   | 日本     | 京都 | 草1600 | GIII | 京都金盃         | 57   | 岩田康誠 | 9    | 16   | 1    | 1:33.6 | （喜氣滿盈）        |
| 2/2/2008   | 日本     | 東京 | 草1600 | GIII | 東京新聞盃       | 58   | 岩田康誠 | 8    | 16   | 7    | 1:33.1 | 桂冠戰士            |
| 6/4/2008   | 日本     | 阪神 | 草2000 | GII  | 產經大阪盃       | 57   | 岩田康誠 | 8    | 11   | 2    | 1:58.8 | 大和赤驥            |
| 31/5/2008  | 日本     | 中京 | 草2000 | GII  | 金鯱賞           | 57   | 岩田康誠 | 12   | 17   | 1    | 1:59.1 | （Manhattan Sky）   |
| 29/6/2008  | 日本     | 阪神 | 草2200 | GI   | 寶塚紀念         | 58   | 内田博幸 | 9    | 14   | 1    | 2:15.3 | （名將森遜）        |
| 27/9/2009  | 日本     | 中山 | 草2200 | GII  | 產經賞           | 58   | 田中勝春 | 7    | 15   | 14   | 2:12.7 | 梵高藝展            |
| 1/11/2009  | 日本     | 東京 | 草2000 | GI   | 秋季天皇賞       | 58   | 戶崎圭太 | 17   | 18   | 9    | 1:58.3 | 結伴行              |
| 29/11/2009 | 日本     | 東京 | 草2400 | GI   | 日本盃           | 57   | 戶崎圭太 | 4    | 18   | 6    | 2:23.1 | 伏特加              |

## 退役後
退役後，榮進代表成爲了配種馬，於北海道新日高町Lex Stud休養，在2010年進行配種，首批子嗣於2011年出生。首批子嗣可於2013年出賽。
2018年其由配種馬退役，返回出身地北海道浦河町榮進牧場進行養老生活。

## 血統簡介
父系French Deputy爲美國賽駒，生涯戰績不俗，曾勝出二級賽。祖父Deputy Minister爲加拿大賽駒，生涯戰績優秀，曾勝出一級賽桂冠未來錦標。
母系Eishin McAllen爲美國出身的日本賽駒，生涯戰績不佳僅勝出兩場賽事。外祖父木人爲美國賽駒，曾勝出分級賽，爲著名種馬淘金者子嗣。

### 血統表
| 父線：Vice Regent系（北地舞人系）      |                                |                 |                 |
| 種馬 French Deputy 1990年（栗色）      | Deputy Minister 1979年（棗色） | Vice Regent     | 北地舞人        |
| 種馬 French Deputy 1990年（栗色）      | Deputy Minister 1979年（棗色） | Vice Regent     | Victoria Regina |
| 種馬 French Deputy 1990年（栗色）      | Deputy Minister 1979年（棗色） | Mint Copy       | Bunty's Flight  |
| 種馬 French Deputy 1990年（栗色）      | Deputy Minister 1979年（棗色） | Mint Copy       | Shakney         |
| 種馬 French Deputy 1990年（栗色）      | Mitterand 1992年（棗色）       | Hold Your Peace | Speak John      |
| 種馬 French Deputy 1990年（栗色）      | Mitterand 1992年（棗色）       | Hold Your Peace | Blue Moon       |
| 種馬 French Deputy 1990年（栗色）      | Mitterand 1992年（棗色）       | Laredo Lass     | 勇者帝王        |
| 種馬 French Deputy 1990年（栗色）      | Mitterand 1992年（棗色）       | Laredo Lass     | Fortunate Isle  |
| 繁殖雌馬 Eishin McAllen 1995年（栗色） | 木人 1983年（栗色）            | 淘金者          | Raise a Native  |
| 繁殖雌馬 Eishin McAllen 1995年（栗色） | 木人 1983年（栗色）            | 淘金者          | Gold Digger     |
| 繁殖雌馬 Eishin McAllen 1995年（栗色） | 木人 1983年（栗色）            | Playmate        | Buckpasser      |
| 繁殖雌馬 Eishin McAllen 1995年（栗色） | 木人 1983年（栗色）            | Playmate        | Intriguing      |
| 繁殖雌馬 Eishin McAllen 1995年（栗色） | Ladanum 1984年（棗色）         | 翠綠舞人        | 尼真斯基        |
| 繁殖雌馬 Eishin McAllen 1995年（栗色） | Ladanum 1984年（棗色）         | 翠綠舞人        | Green Valley    |
| 繁殖雌馬 Eishin McAllen 1995年（栗色） | Ladanum 1984年（棗色）         | Gay Style       | Sir Gaylord     |
| 繁殖雌馬 Eishin McAllen 1995年（栗色） | Ladanum 1984年（棗色）         | Gay Style       | Style           |
| 雌系：號族：5-g                        |                                |                 |                 |
| 五代內近親交配：北地舞人 4×5           |                                |                 |                 |

## 命名由來
名字中，Eishin（エイシン）是馬主平井豐光之冠名，出自其所經營的玩具公司榮進堂，Deputy（デピュティ）繼承自父系French Deputy的名字，意思即是「代表」。

## 外部連結
- 榮進代表 netkeiba.com （页面存档备份，存于）
- 血統表 （页面存档备份，存于）